# Monastère de Lozica
Le monastère de Lozica (en serbe cyrillique : Манастир Лозица ; en serbe latin : Manastir Lozica) est un monastère orthodoxe serbe situé à Krivi Vir, dans la municipalité de Boljevac et dans le district de Zaječar, en Serbie. Il est inscrit sur la liste des monuments culturels protégés de la république de Serbie (identifiant no SK 242).
Le monastère est aujourd'hui réduit à son église, dédiée à l'archange Gabriel et devenue une église paroissiale.

## Présentation
Selon les hypothèses des spécialistes, l'église faisait autrefois partie d'un monastère fondé au XIVe ou XVe siècle. Malgré la rareté des documents la concernant, on sait qu'elle a été restaurée pour la première fois en 1680 et la seconde fois en 1850 ; elle a été utilisée sans interruption à partir de 1854.

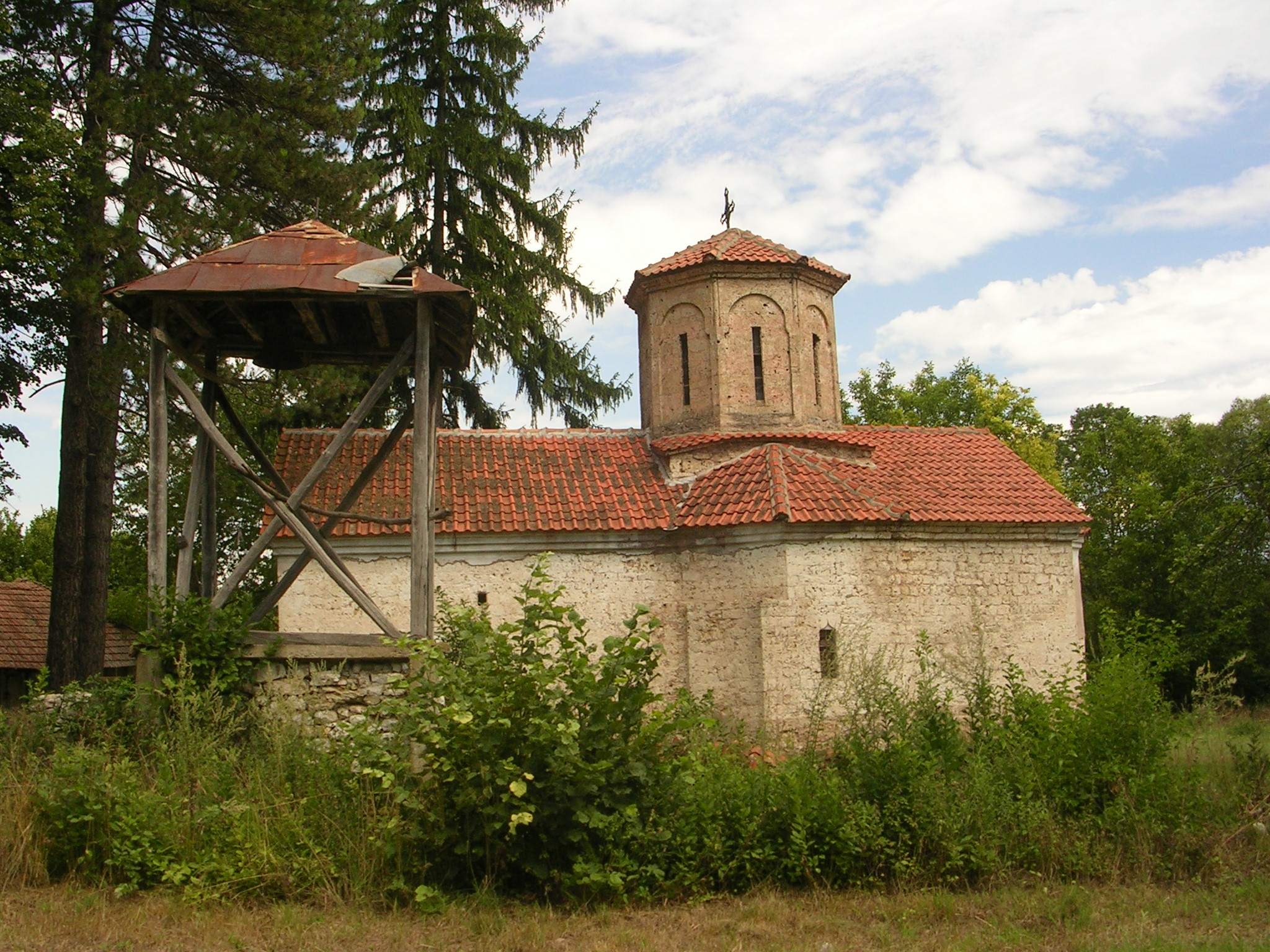
Autre vue de l'église.

L'intérieur de l'édifice est en mauvais état.
Récemment, l'église a été dotée d'un porche et la construction d'un konak est en projet,.